# Valley Parade
Valley Parade eller University of Bradford Stadium er et fodboldstadion i Bradford i England, der er hjemmebane for League One-klubben Bradford City. Stadionet har plads til 25.136 tilskuere, og alle pladser er siddepladser. Det blev indviet i 1886, men har flere gange siden gennemgået renoveringer.
Den 11. maj 1985 udbrød der brand på en tribune under en ligakamp mod Lincoln City F.C. 56 mennesker omkom, i hvad der endte som en af de værste stadionkatastrofer i engelsk fodbolds historie.

## Anklager mod ejeren
15. april 2015 omtaler The Guardian en bog om katastrofen, Fifty-Six – The Story of the Bradford Fire, skrevet af Martin Fletcher, der mistede fire familiemedlemmer ved branden. Fletcher tror, at branden ikke var tilfældig og siger, at han og hans familie ikke længere vil leve med løgnen. I bogen afslører han, at Bradfords daværende bestyrelsesformand, Stafford Heginbotham, i otte andre tilfælde havde været ramt af ildebrande i sine forskellige virksomheder og ejendomme, brande, der havde udløst erstatninger til ham på 28 mio £ (i 2015-værdi). Uden direkte at anklage Heginbotham, mener Fletcher, at dennes forhold bør underkastes yderligere efterforskning. "Kan noget menneske være så uheldig, som Heginbotham har været" antyder forfatteren retorisk.
Heginbotham døde i 1995 uden at være blevet stillet til ansvar for branden. Bogen udkommer kort før 30-årsdagen for katastrofen.